# 感情エフェクト
『感情エフェクト』（かんじょうエフェクト）は、日本のロックバンド、ONE OK ROCKの3枚目のオリジナルアルバム。

## 概要
- 前作『BEAM OF LIGHT』以来約6ヶ月ぶりとなるアルバムである。
- 以前にライブで披露していた「皆無」などその他全12曲を収録。初回版にはLIVE DVDも付属されている。
- 前回に引き続き、シングル曲は一曲も収録されていない。
- 本作からONE OK ROCKのアルバムはシークレットトラックが収録されている。

## 収録曲
1. 恋ノアイボウ心ノクピド [2:53]
  - 作詞：Toru 作曲：Toru/Taka 編曲：ONE OK ROCK/akkin

PVが制作されたが「必然メーカー」同様、公式動画は公開されていない。
TBS系『あらびき団』2008年10月 - 2008年11月度エンディングテーマ。
2. どっぺるゲンガー [3:38]
  - 作詞・作曲：Taka 編曲：ONE OK ROCK/akkin
3. 皆無 [3:39]
  - 作詞・作曲：Taka 編曲：ONE OK ROCK/平出悟
4. 20 years old [3:51]
  - 作詞・作曲：Taka 編曲：ONE OK ROCK/ジェフ・ミヤハラ
5. Living Dolls [3:58]
  - 作詞・作曲：Toru 編曲：ONE OK ROCK/akkin
6. Break My Strings [4:05]
  - 作詞：Taka　作曲：Alex/Taka 編曲：ONE OK ROCK/藤本大輔/Shinji Omura
7. 存在証明 [3:11]
  - 作詞：Taka　作曲：Toru/Taka 編曲：ONE OK ROCK/akkin

プロ野球・オリックス・バファローズの山﨑颯一郎投手が、登場曲として使用している。
8. CONVINCING [3:38]
  - 作詞・作曲：Taka 編曲：ONE OK ROCK/是永巧一
9. My sweet baby [4:52]
  - 作詞・作曲：Taka 編曲：ONE OK ROCK/ジェフ・ミヤハラ
10. Reflection [3:37]
  - 作詞：Taka　作曲：Alex/Taka 編曲：ONE OK ROCK/藤本大輔/Shinji Omura
  - 本作唯一の全英語詞の楽曲。
11. Viva Violent Fellow〜美しきモッシュピット〜 [3:34]
  - 作詞・作曲：Taka 編曲：ONE OK ROCK/是永巧一
12. JUST [11:14]
  - 作詞・作曲：Taka 編曲：ONE OK ROCK/ジェフ・ミヤハラ

この曲の約5分後に、シークレットトラックの「ボサノバ」が収録されている。

### DVD
LIVE TOUR 2008 "BEAM OF LIGHT" SHIBUYA-AX 08.09.12の映像。
初回版のみに付属されている。
1. 必然メーカー
2. Melody Lineの死亡率
3. 夜にしか咲かない満月
4. カラス
5. (you can do)everything
6. 100% (hundred percent)
7. Crazy Botch